# 桜のどか

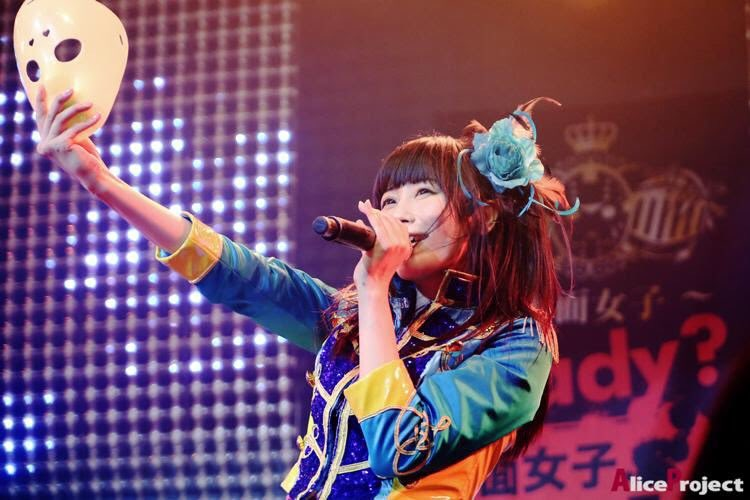

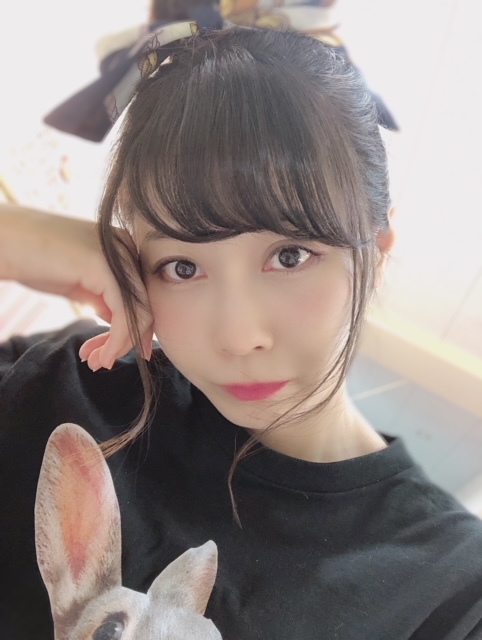

桜 のどか（さくら のどか、1990年8月12日 - ）は、日本の女優、元アイドル。株式会社ツギステ取締役（2024年以降）。京都府宇治市出身。愛称は“のんちゃん”。アリスプロジェクトに所属していた。

## 人物
- 趣味は料理、カラオケ、犬と遊ぶ、カフェ巡り、編み物、犬に関連したものを集めることとアイドルらしいものを上げていたが、現在は、ゲーム、競馬、パチンコ
- 特技は犬の行動モノマネ（家庭動物販売士3級取得）、アニマルプラネット犬検定3級、書道、リンゴの皮むき、利きドッグフード（家庭動物販売士3級取得の犬マニア）、クラリネット、キーボード。映画「Candle For Minority」の劇中でキーボード弾き語りを披露している。
- 大好きな食べ物は納豆、お抹茶、チョコレート、サラダ、明太子、ドッグフード、肉、ラーメン、ハマチ｡
- 苦手な食べ物はしじみ、ミネストローネ｡
- 姉が2人いる[3][信頼性要検証]。
- アリス十番に桜のどかをテーマにした楽曲「はなびらひとひら」がある[4]。
- 2022年9月17日、ぴゅあふる・アリス十番の元メンバーでアリスプロジェクトの運営会社クリーブラッツのマネージャーを務めた月村麗華の『退社式』（会場：浅草公会堂）に、「仮面女子☆OG」の一人として出演[5]。
- 2024年、株式会社ツギステの取締役に就任[2]。

## ユニット
- アイドルユニット「ぴゅあふる」
- アイドルユニット「アリス十番」のリーダー[6]。
- アイドルユニット「仮面女子」のリーダー。
- アイドルユニット「ゲームガールズ」のリーダー。
- アイドルユニット「トッピングガールズ」の元メンバー。

## 出演

### テレビ番組
- KBS京都「京のいっぴん物語」
- 読売テレビ（日本テレビ系）「秘密のケンミンSHOW」 - 再現VTR
- ショップチャンネル　クレイツデモモデル
- フジテレビ「ホメられてピカるくん!!!」
- TVK「女子待機中」
- 千葉テレビ放送「Girls Pop'n Party」
- テレビ東京「月刊Melodix!」
- テレビ東京「女子☆ブロ」
- 日本テレビ「スッキリ!!」
- 日本テレビ「ZIP!」 - アリス十番としてVTR出演
- 読売テレビ「朝生ワイド す・またん!」 - アリス十番としてVTR出演
- TBS系列「世界の恐怖映像20121超凄い1ありえない!春の絶叫祭り最強SP」 - アリス十番としてゲスト出演。

### テレビドラマ
- 妖ばなし （2018年、TOKYO MX）第38話「がしゃどくろ」 - 真行寺かおり 役

### ネット番組
- 「アリスプロジェクトのODAIBAジャック!」（ODAIBA.TV）
- 「クロちゃんとアリス十番のAKIBAでダイブ!」（あっ!とおどろく放送局）
- 「クロちゃんのAKIBAでダイブ!」（@TV）

### 映画
- Re:play-girlz（アドウェイズ・ピクチャーズ、2010年）
- 拳に乗っとり何とする
- PRESS
- SLOW LAND
- ひきこさん
- JUNCTION
- 紫鏡（2010年、日本出版販売）
- ブラック・エンジェルズ3 〜黒き死闘篇〜（2012年8月）
- ブタカリ。 〜呪いの使徒〜（2012年11月）
- 武蔵野線の姉妹（2012年11月、アイエス・フィールド）
- ランナウェイゲーム逃走遊戯（2013年9月）
- アリスの神隠し（2014年7月）
- グラスホッパー（2015年11月、KADOKAWA/松竹）
- W〜二つの顔を持つ女たち〜（2015年12月）
- 鬼魔愚零アンダーグラウンド（2016年3月、アリスプロジェクト） - 龍源寺 役
- 桜散れども（2016年9月） - 若かりし頃のヤエ 役[7]
- Candle For Minority（アリスプロジェクト、2017年1月） - 朱莉 役
- 水戸黄門Z（2017年6月） - 女中桜 役
- リスタート:ランウェイ〜エピソード・ゼロ（2019年9月） - ヒナタの姉・イツミ 役

### 舞台
- 天童よしみ特別公演「くれない三度笠」

### ラジオ
- OTTAVA Bravo Brass　ブラバンピープル集まれ！オザワ部長のLet’s吹奏楽部（2018年5月28日など）

### イメージガール
- 知的法人RAIZIN 秘書NO.001
- 株式会社小原工業 2010年度

### 参加作品
- TOMORO「ROPPONGI DREAM 〜W REMIX〜 feat. 加弥乃、梅本静香、多岐川華子、桜のどか、岸明日香、森下悠里」

### 掲載誌
- Best Gear（徳間書店）
- 月刊ヤングチャンピオン烈（秋田書店）